# Hubert Kah/Diskografie
Diese Diskografie ist eine Übersicht über die musikalischen Werke des deutschen Musikers Hubert Kemmler und seiner Pseudonyme wie Hubert Kah und Hubert Kah mit Kapelle. Den Quellenangaben und Schallplattenauszeichnungen zufolge hat er bisher mehr als 6,3 Millionen Tonträger verkauft. Seine erfolgreichste Veröffentlichung ist die Autorenbeteiligung (I’ll Never Be) Maria Magdalena mit über fünf Millionen verkauften Einheiten.

## Alben

### Studioalben
| Jahr | Titel Musiklabel               | Höchstplatzierung, Gesamtwochen, AuszeichnungChartplatzierungen (Jahr, Titel, Musiklabel, Platzierungen, Wochen, Auszeichnungen, Anmerkungen) | Höchstplatzierung, Gesamtwochen, AuszeichnungChartplatzierungen (Jahr, Titel, Musiklabel, Platzierungen, Wochen, Auszeichnungen, Anmerkungen) | Höchstplatzierung, Gesamtwochen, AuszeichnungChartplatzierungen (Jahr, Titel, Musiklabel, Platzierungen, Wochen, Auszeichnungen, Anmerkungen) | Höchstplatzierung, Gesamtwochen, AuszeichnungChartplatzierungen (Jahr, Titel, Musiklabel, Platzierungen, Wochen, Auszeichnungen, Anmerkungen) | Höchstplatzierung, Gesamtwochen, AuszeichnungChartplatzierungen (Jahr, Titel, Musiklabel, Platzierungen, Wochen, Auszeichnungen, Anmerkungen) | Anmerkungen                              |
| Jahr | Titel Musiklabel               | DE | AT | CH | UK | US | Anmerkungen                              |
| ---- | ------------------------------ | --- | --- | --- | --- | --- | ---------------------------------------- |
| 1982 | Meine Höhepunkte Polydor       | DE7 (19 Wo.)DE | — | — | — | — | Charteinstieg: 10. Mai 1982              |
| 1982 | Ich komme Polydor              | DE35 (5 Wo.)DE | — | — | — | — | Charteinstieg: 13. Dezember 1982         |
| 1984 | Goldene Zeiten Blow Up         | — | — | — | — | — | Erstveröffentlichung: 1984               |
| 1986 | Tensongs Blow Up               | DE35 (10 Wo.)DE | — | CH21 (1 Wo.)CH | — | — | Charteinstieg: 14. Juli 1986             |
| 1989 | Sound of My Heart Blow Up      | DE40 (5 Wo.)DE | — | — | — | — | Erstveröffentlichung: März 1989          |
| 1996 | Hubert Kah Polydor             | — | — | — | — | — | Erstveröffentlichung: 28. Oktober 1996   |
| 2005 | Seelentaucher DA Records       | — | — | — | — | — | Erstveröffentlichung: 30. Mai 2005       |
| 2014 | Willkommen im Leben DA Records | — | — | — | — | — | Erstveröffentlichung: 31. Oktober 2014   |
| 2016 | RockArt Soulfood               | — | — | — | — | — | Erstveröffentlichung: 30. September 2016 |

grau schraffiert: keine Chartdaten aus diesem Jahr verfügbar

### Kompilationen
| Jahr | Titel Musiklabel                       | Höchstplatzierung, Gesamtwochen, AuszeichnungChartplatzierungen (Jahr, Titel, Musiklabel, Platzierungen, Wochen, Auszeichnungen, Anmerkungen) | Höchstplatzierung, Gesamtwochen, AuszeichnungChartplatzierungen (Jahr, Titel, Musiklabel, Platzierungen, Wochen, Auszeichnungen, Anmerkungen) | Höchstplatzierung, Gesamtwochen, AuszeichnungChartplatzierungen (Jahr, Titel, Musiklabel, Platzierungen, Wochen, Auszeichnungen, Anmerkungen) | Höchstplatzierung, Gesamtwochen, AuszeichnungChartplatzierungen (Jahr, Titel, Musiklabel, Platzierungen, Wochen, Auszeichnungen, Anmerkungen) | Höchstplatzierung, Gesamtwochen, AuszeichnungChartplatzierungen (Jahr, Titel, Musiklabel, Platzierungen, Wochen, Auszeichnungen, Anmerkungen) | Anmerkungen                              |
| Jahr | Titel Musiklabel                       | DE | AT | CH | UK | US | Anmerkungen                              |
| ---- | -------------------------------------- | --- | --- | --- | --- | --- | ---------------------------------------- |
| 1998 | Best of Polydor                        | DE93 (3 Wo.)DE | — | — | — | — | Erstveröffentlichung: 28. September 1998 |
| 2011 | So80s Present: Hubert Kah Soundcolours | DE51 (1 Wo.)DE | — | — | — | — | Erstveröffentlichung: 2. September 2011  |

Weitere Kompilationen
- 1990: Best of Dance Hits
- 1999: Rosemarie
- 2001: Portrait
- 2009: Meine Besten
- 2014: The Very Best of Hubert Kah

### EPs
- 1985: Angel 07

## Singles
| Jahr | Titel Album                                               | Höchstplatzierung, Gesamtwochen, AuszeichnungChartplatzierungen (Jahr, Titel, Album, Platzierungen, Wochen, Auszeichnungen, Anmerkungen) | Höchstplatzierung, Gesamtwochen, AuszeichnungChartplatzierungen (Jahr, Titel, Album, Platzierungen, Wochen, Auszeichnungen, Anmerkungen) | Höchstplatzierung, Gesamtwochen, AuszeichnungChartplatzierungen (Jahr, Titel, Album, Platzierungen, Wochen, Auszeichnungen, Anmerkungen) | Höchstplatzierung, Gesamtwochen, AuszeichnungChartplatzierungen (Jahr, Titel, Album, Platzierungen, Wochen, Auszeichnungen, Anmerkungen) | Höchstplatzierung, Gesamtwochen, AuszeichnungChartplatzierungen (Jahr, Titel, Album, Platzierungen, Wochen, Auszeichnungen, Anmerkungen) | Anmerkungen                                                 |
| Jahr | Titel Album                                               | DE | AT | CH | UK | US | Anmerkungen                                                 |
| ---- | --------------------------------------------------------- | --- | --- | --- | --- | --- | ----------------------------------------------------------- |
| 1982 | Rosemarie / Rosemary (englische Version) Meine Höhepunkte | DE3 Platin · (25 Wo.)DE | AT5 (10 Wo.)AT | CH6 (6 Wo.)CH | — | — | Erstveröffentlichung: Februar 1982 Verkäufe: + 500.000      |
| 1982 | Sternenhimmel Ich komme                                   | DE2 Gold · (22 Wo.)DE | — | — | — | — | Erstveröffentlichung: 2. September 1982 Verkäufe: + 250.000 |
| 1983 | Einmal nur mit Erika (… dieser Welt entflieh’n) –         | DE22 (15 Wo.)DE | — | — | — | — | Erstveröffentlichung: März 1983                             |
| 1984 | Engel 07 / Angel 07 (englische Version) Goldene Zeiten    | DE30 (16 Wo.)DE | — | CH15 (11 Wo.)CH | — | — | Erstveröffentlichung: April 1984                            |
| 1984 | Wenn der Mond die Sonne berührt Goldene Zeiten            | DE41 (9 Wo.)DE | — | — | — | — | Erstveröffentlichung: September 1984                        |
| 1986 | Limousine Tensongs                                        | DE8 (17 Wo.)DE | — | CH25 (4 Wo.)CH | — | — | Erstveröffentlichung: April 1986                            |
| 1986 | Something I Should Know Tensongs                          | DE49 (5 Wo.)DE | — | — | — | — | Erstveröffentlichung: September 1986                        |
| 1987 | Military Drums Tensongs (Sonderauflage)                   | DE35 (11 Wo.)DE | — | — | — | — | Erstveröffentlichung: Mai 1987                              |
| 1989 | Welcome, Machine Gun Sound of My Heart                    | DE42 (7 Wo.)DE | — | — | — | — | Charteinstieg: Februar 1989                                 |
| 1998 | Der NDW-Kult-Mix Formel Eins – Die Hit-CD 3/98 (Sampler)  | DE74 (3 Wo.)DE | — | — | — | — | Erstveröffentlichung: 12. Oktober 1998                      |

Weitere Singles
- 1983: Scarey Monster
- 1985: Goldene Zeiten
- 1986: Love Is so Sensible
- 1989: So Many People
- 1990: Cathy / The Picture
- 1995: C’est la vie
- 1997: Sailing (Away from Me)
- 1998: Love Chain (… Maria)
- 2005: No Rain
- 2005: Psycho Radio
- 2005: Sekunden
- 2016: Terrorist der Liebe (feat. Joachim Witt)
- 2016: Niemand ist wie du

## Autorenbeteiligungen und Produktionen
Hubert Kah als Autor (A) und Produzent (P) in den Charts

| Jahr | Titel Interpretation                                                     | Höchstplatzierung, Gesamtwochen, AuszeichnungChartplatzierungen (Jahr, Titel, Interpretation, Platzierungen, Wochen, Auszeichnungen, Anmerkungen) | Höchstplatzierung, Gesamtwochen, AuszeichnungChartplatzierungen (Jahr, Titel, Interpretation, Platzierungen, Wochen, Auszeichnungen, Anmerkungen) | Höchstplatzierung, Gesamtwochen, AuszeichnungChartplatzierungen (Jahr, Titel, Interpretation, Platzierungen, Wochen, Auszeichnungen, Anmerkungen) | Höchstplatzierung, Gesamtwochen, AuszeichnungChartplatzierungen (Jahr, Titel, Interpretation, Platzierungen, Wochen, Auszeichnungen, Anmerkungen) | Höchstplatzierung, Gesamtwochen, AuszeichnungChartplatzierungen (Jahr, Titel, Interpretation, Platzierungen, Wochen, Auszeichnungen, Anmerkungen) | Anmerkungen                                                 |
| Jahr | Titel Interpretation                                                     | DE | AT | CH | UK | US | Anmerkungen                                                 |
| ---- | ------------------------------------------------------------------------ | --- | --- | --- | --- | --- | ----------------------------------------------------------- |
| 1982 | Rosemarie / Rosemary (englische Version) A Hubert Kah mit Kapelle        | DE3 Platin · (25 Wo.)DE | AT5 (10 Wo.)AT | CH6 (6 Wo.)CH | — | — | Erstveröffentlichung: Februar 1982 Verkäufe: + 500.000      |
| 1982 | Sternenhimmel A Hubert Kah mit Kapelle                                   | DE2 Gold · (22 Wo.)DE | — | — | — | — | Erstveröffentlichung: 2. September 1982 Verkäufe: + 250.000 |
| 1983 | Einmal nur mit Erika (… dieser Welt entflieh’n) A Hubert Kah mit Kapelle | DE22 (15 Wo.)DE | — | — | — | — | Erstveröffentlichung: März 1983                             |
| 1984 | Engel 07 / Angel 07 (englische Version) A Hubert Kah                     | DE30 (16 Wo.)DE | — | CH15 (11 Wo.)CH | — | — | Erstveröffentlichung: April 1984                            |
| 1984 | Wenn der Mond die Sonne berührt A Hubert Kah                             | DE41 (9 Wo.)DE | — | — | — | — | Erstveröffentlichung: September 1984                        |
| 1985 | (I’ll Never Be) Maria Magdalena A Sandra                                 | DE1 Gold · (22 Wo.)DE | AT1 (18 Wo.)AT | CH1 (14 Wo.)CH | UK87 (6 Wo.)UK | — | Erstveröffentlichung: März 1985 Verkäufe: + 5.000.000       |
| 1985 | Blue Night Shadow P Two of Us                                            | DE5 (18 Wo.)DE | AT14 (12 Wo.)AT | CH7 (8 Wo.)CH | — | — | Erstveröffentlichung: April 1985                            |
| 1985 | Two of Us A, P Two of Us                                                 | DE36 (13 Wo.)DE | — | — | — | — | Erstveröffentlichung: Oktober 1985                          |
| 1985 | In the Heat of the Night A Sandra                                        | DE2 (16 Wo.)DE | AT6 (10 Wo.)AT | CH2 (11 Wo.)CH | — | — | Erstveröffentlichung: 4. November 1985 Verkäufe: + 250.000  |
| 1986 | Generation Swing P Two of Us                                             | DE47 (6 Wo.)DE | — | — | — | — | Erstveröffentlichung: Januar 1986                           |
| 1986 | Little Girl A Sandra                                                     | DE14 (15 Wo.)DE | AT27 (2 Wo.)AT | CH18 (7 Wo.)CH | — | — | Erstveröffentlichung: 24. Februar 1986                      |
| 1986 | Limousine A, P Hubert Kah                                                | DE8 (17 Wo.)DE | — | CH25 (4 Wo.)CH | — | — | Erstveröffentlichung: April 1986                            |
| 1986 | Innocent Love A Sandra                                                   | DE11 (12 Wo.)DE | — | CH14 (6 Wo.)CH | — | — | Erstveröffentlichung: 16. Juni 1986                         |
| 1986 | Love Spy A Mike Mareen                                                   | DE16 (14 Wo.)DE | — | — | — | — | Charteinstieg: 25. August 1986                              |
| 1986 | Something I Should Know A Hubert Kah                                     | DE49 (5 Wo.)DE | — | — | — | — | Erstveröffentlichung: September 1986                        |
| 1986 | Hi! Hi! Hi! A Sandra                                                     | DE7 (13 Wo.)DE | AT12 (6 Wo.)AT | CH20 (7 Wo.)CH | — | — | Erstveröffentlichung: 15. September 1986                    |
| 1986 | Es gibt kein nächstes Mal A Münchener Freiheit                           | DE24 (15 Wo.)DE | — | — | — | — | Erstveröffentlichung: 3. Oktober 1986                       |
| 1987 | Midnight Man A Sandra                                                    | DE24 (9 Wo.)DE | — | — | — | — | Erstveröffentlichung: 23. Februar 1987                      |
| 1987 | Military Drums P Hubert Kah                                              | DE35 (11 Wo.)DE | — | — | — | — | Erstveröffentlichung: Mai 1987                              |
| 1988 | Dancing into Danger A Inker & Hamilton                                   | DE19 (15 Wo.)DE | — | — | — | — | Charteinstieg: 11. Januar 1988                              |
| 1988 | Heaven Can Wait A Sandra                                                 | DE12 (20 Wo.)DE | AT4 (12 Wo.)AT | CH16 (9 Wo.)CH | UK97 (1 Wo.)UK | — | Erstveröffentlichung: 30. Mai 1988 Verkäufe: + 250.000      |
| 1988 | Secret Land A Sandra                                                     | DE7 (18 Wo.)DE | AT17 (6 Wo.)AT | CH9 (15 Wo.)CH | — | — | Erstveröffentlichung: 26. September 1988                    |
| 1988 | We’ll Be Together A Sandra                                               | DE9 (17 Wo.)DE | AT16 (14 Wo.)AT | CH22 (7 Wo.)CH | — | — | Erstveröffentlichung: November 1988                         |
| 1989 | The Different Story (World of Lust and Crime) A Peter Schilling          | — | — | — | — | US61 (10 Wo.)US | Charteinstieg: 25. März 1989                                |
| 1989 | Welcome, Machine Gun A, P Hubert Kah                                     | DE42 (7 Wo.)DE | — | — | — | — | Charteinstieg: Februar 1989                                 |
| 1989 | Around My Heart A Sandra                                                 | DE11 (16 Wo.)DE | AT23 (8 Wo.)AT | CH19 (6 Wo.)CH | — | — | Erstveröffentlichung: April 1989                            |
| 1991 | Liebe auf den ersten Blick A Münchener Freiheit                          | DE16 (19 Wo.)DE | — | CH31 (1 Wo.)CH | — | — | Erstveröffentlichung: 18. November 1991                     |
| 1998 | Der NDW-Kult-Mix A Hubert Kah                                            | DE74 (3 Wo.)DE | — | — | — | — | Erstveröffentlichung: 12. Oktober 1998                      |
| 1999 | Secret Land ’99 A Sandra                                                 | DE69 (1 Wo.)DE | — | — | — | — | Erstveröffentlichung: 17. Mai 1999                          |

## Statistik

### Chartauswertung
|                     | DE    | AT    | CH    | UK    | US    |
| ------------------- | ----- | ----- | ----- | ----- | ----- |
| Nummer-eins-Alben   | DE—DE | AT—AT | CH—CH | UK—UK | US—US |
| Top-10-Alben        | DE1DE | AT—AT | CH—CH | UK—UK | US—US |
| Alben in den Charts | DE6DE | AT—AT | CH1CH | UK—UK | US—US |

|                       | DE     | AT    | CH    | UK    | US    |
| --------------------- | ------ | ----- | ----- | ----- | ----- |
| Nummer-eins-Singles   | DE—DE  | AT—AT | CH—CH | UK—UK | US—US |
| Top-10-Singles        | DE3DE  | AT1AT | CH1CH | UK—UK | US—US |
| Singles in den Charts | DE10DE | AT1AT | CH3CH | UK—UK | US—US |

|                       | DE     | AT    | CH     | UK    | US    |
| --------------------- | ------ | ----- | ------ | ----- | ----- |
| Nummer-eins-Singles   | DE1DE  | AT1AT | CH1CH  | UK—UK | US—US |
| Top-10-Singles        | DE8DE  | AT4AT | CH4CH  | UK—UK | US—US |
| Singles in den Charts | DE25DE | AT9AT | CH13CH | UK2UK | US1US |

|                       | DE    | AT    | CH    | UK    | US    |
| --------------------- | ----- | ----- | ----- | ----- | ----- |
| Nummer-eins-Singles   | DE—DE | AT—AT | CH—CH | UK—UK | US—US |
| Top-10-Singles        | DE2DE | AT—AT | CH1CH | UK—UK | US—US |
| Singles in den Charts | DE6DE | AT1AT | CH2CH | UK—UK | US—US |

### Auszeichnungen für Musikverkäufe
Silberne Schallplatte
- Frankreich
  - 1985: für die Autorenbeteiligung (I’ll Never Be) Maria Magdalena
  - 1986: für die Autorenbeteiligung In the Heat of the Night
  - 1988: für die Autorenbeteiligung Heaven Can Wait

Anmerkung: Auszeichnungen in Ländern aus den Charttabellen bzw. Chartboxen sind in ebendiesen zu finden.
| Land/RegionAuszeichnungen für Musikverkäufe (Land/Region, Auszeichnungen, Verkäufe, Quellen) | Silber     | Gold     | Platin  | Verkäufe  | Quellen           |
| -------------------------------------------------------------------------------------------- | ---------- | -------- | ------- | --------- | ----------------- |
| Deutschland (BVMI)                                                                           | —          | 2× Gold2 | Platin1 | 1.000.000 | musikindustrie.de |
| Frankreich (SNEP)                                                                            | 3× Silber3 | —        | —       | 750.000   | infodisc.fr       |
| Insgesamt                                                                                    | 3× Silber3 | 2× Gold2 | Platin1 |           |                   |